# Sommariva del Bosco
Sommariva del Bosco ist eine Gemeinde in der italienischen Provinz Cuneo (CN), Region Piemont.

## Lage und Einwohner
Sommariva del Bosco liegt rund 50 Kilometer nordöstlich von der Provinzhauptstadt Cuneo und gilt als das Tor zum Roero, einer Hügellandschaft die für ihren Weinbau berühmt ist. Die Gemeinde liegt auf einer Höhe von 298 m s.l.m. und umfasst eine Fläche von 35,42 km². Zu dieser Gemeinde gehören die Fraktionen (Frazioni) Maniga, Paolorio, Ricchiardo, Agostinassi und Tavelle mit zusammen 6274 Einwohnern (Stand 31. Dezember 2023).
Die Nachbargemeinden sind Baldissero d’Alba, Caramagna Piemonte, Carmagnola, Cavallermaggiore, Ceresole Alba, Racconigi, Sanfrè und Sommariva Perno.

## Geschichte

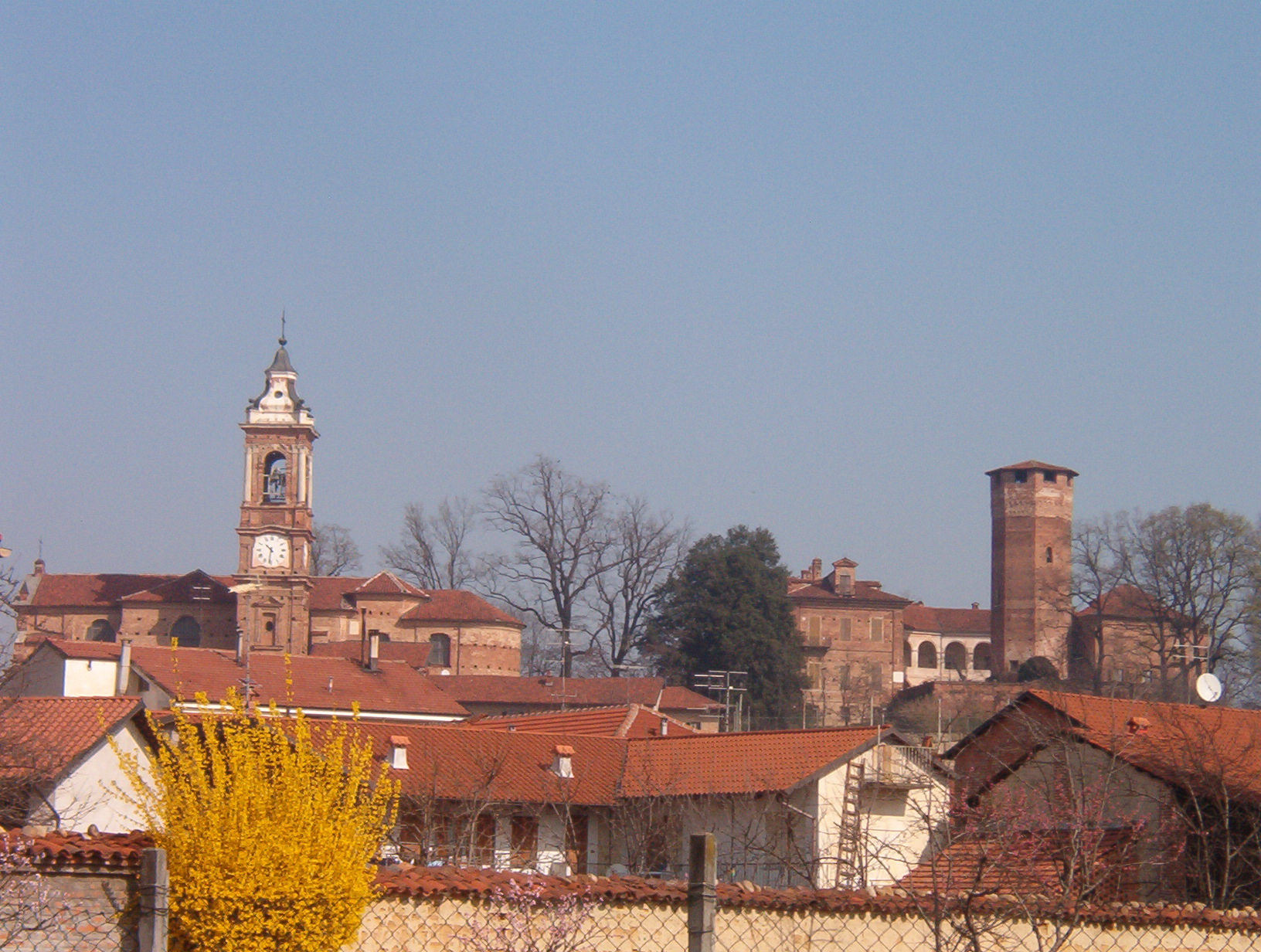
Panorama

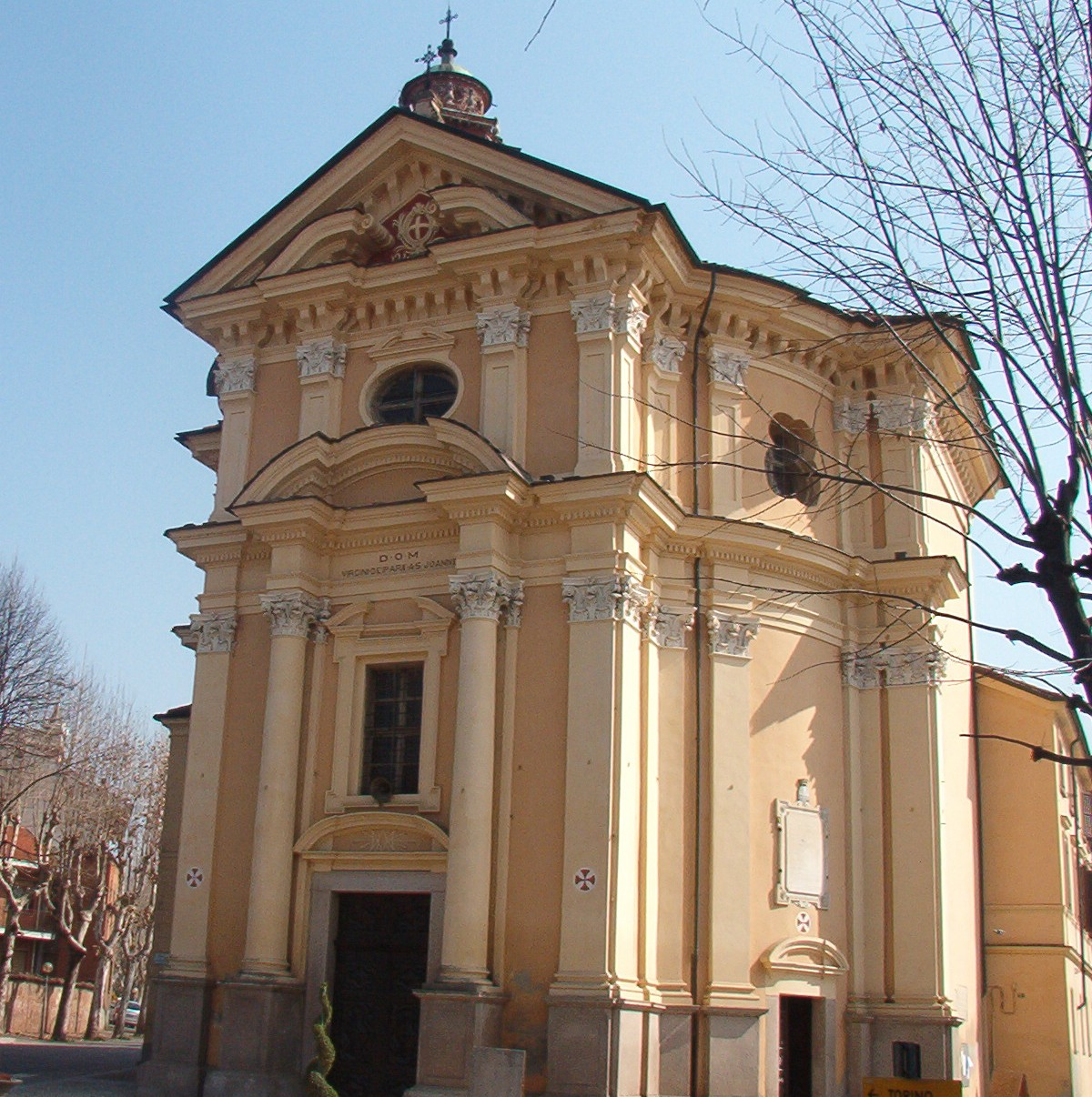
Santuario Sommariva del Bosco

Der Ortsname, begründet durch die Lage der Siedlung erscheint in antiken Dokumenten mit „Summa Ripa“. Das Determinant „de Bosco“ scheint mit dem Namen der Markgrafen von Bosco zusammenzuhängen, denen es nach dem Jahr 1000 vielleicht gelang, diesen Ort in ihre Marke aufzunehmen. Der Zeitpunkt der Gründung des alten Dorfes „Ad Summam Ripam Memoris“, „am höchsten Ufer des Waldes“, ist ungewiss. Während eine Form von Ansammlungsleben bereits in der späten Römerzeit nicht auszuschließen ist, ist es im Bereich des Parks des heutigen Schlosses wahrscheinlicher, dass im frühen Mittelalter durch die Ansammlung der Bewohner einiger Dörfer ein richtiges Dorf entstand nahe gelegene kleinere Städte. 
Sicherlich erscheint sein Name zum ersten Mal in einem Dokument aus dem Jahr 1059. Die Savoyer, die Kirche von Asti, die Acajas, wichtige Feudalherren wie die Malabailas und die Roeros und die örtliche Gemeinde selbst hinterließen sogar mehrere Jahrhunderte lang ihre Spuren. Mit heftigen Meinungsverschiedenheiten, militärischen Ereignissen und verwickelten richterlichen Ereignissen endete seine Geschichte bis 1733, als das Schloss an die Markgrafen Seyssel d’Aix verkauft wurde, die es noch immer besitzen.
Die den Heiligen Giacomo und Filippo geweihte Pfarrkirche – erbaut von der Familie Acaja, in der zahlreiche Fresken von Morgari zu bewundern sind – und die Burg konkurrieren um die Spitze des höchsten Hügels. Im unteren Teil der Stadt und auf dem Gemeindegebiet gibt es verschiedene religiöse Gebäude, von denen einige von großem Interesse sind. Zum Beispiel die Kirche der Heiligen Ursula und Elisabeth auf der Piazza Seyssel und auf demselben Platz die Kirche San Bernardino, einst Sitz einer Ordensgemeinschaft. An der Straße nach Caramagna ist das Heiligtum der Heiligen Jungfrau von San Giovanni bemerkenswert, das um 1600 an der Stelle erbaut wurde, an der sich bereits eine bereits seit 1424 erwähnte Votivsäule befand. Sie ist reich an Kunstwerken und Dekorationen und umfasst eine hölzerne Statue von Stefano Maria Clemente aus dem Jahr 1828 und Gemälde von Operti.
Seit 1884 hat Sommariva del Bosco einen Bahnhof an der Bahnstrecke Carmagnola–Bra. Seit der Fahrplanänderung vom 9. Dezember 2012 ist die Strecke Teil der Linie FM4 des städtischen Eisenbahnverkehrs von Turin. Servizio ferroviario metropolitano di Torino

## Gemeindepartnerschaft
- Porteña, seit 1998